# Carlos Manuel Álvarez
Carlos Manuel Álvarez (Matanzas, 1989) es un escritor y periodista cubano.

## Carrera
Álvarez nació en Matanzas y estudió periodismo en la Universidad de La Habana. En 2016 cofundó la revista literaria El Estornudo. Ha publicado piezas literarias de opinión para medios internacionales como New York Times, BBC, El País, The Washington Post y Al Jazeera, y sus historias han aparecido en publicaciones como Gatopardo y El Malpensante. En 2013 ganó el Premio Calendario por su colección de relatos La tarde de los sucesos definitivos. En 2017 publicó La tribu, retratos de Cuba, una colección de piezas periodísticas relacionadas con su país natal.
En 2016 fue mencionado como uno de los 20 escritores latinoamericanos más destacados en la Feria Internacional del Libro de Guadalajara, y al año siguiente fue incluido en la lista Bogotá39, donde se destacan a los escritores más prometedores de Latinoamérica.
En noviembre de 2020, se unió a la huelga de hambre iniciada por el Movimiento San Isidro, con el fin de exigir la liberación del artista y activista político, Denis Solís, miembro de dicha organización artística.
El 14 de diciembre de 2020 es detenido  por agentes de la seguridad del estado (G-2) que vestidos de civil y sin identificarse lo trasladan en furgoneta cerrada, fue conducido a comisaría y liberado seis horas más tarde.
En 2021 fue seleccionado por la revista Granta como uno de los 25 mejores escritores jóvenes en español.

## Obra
- La tribu: retratos de Cuba, 2017
- Los caídos, 2018
- Los intrusos, 2023. ISBN: 9788433919205.